# Wichmann von Arnstein

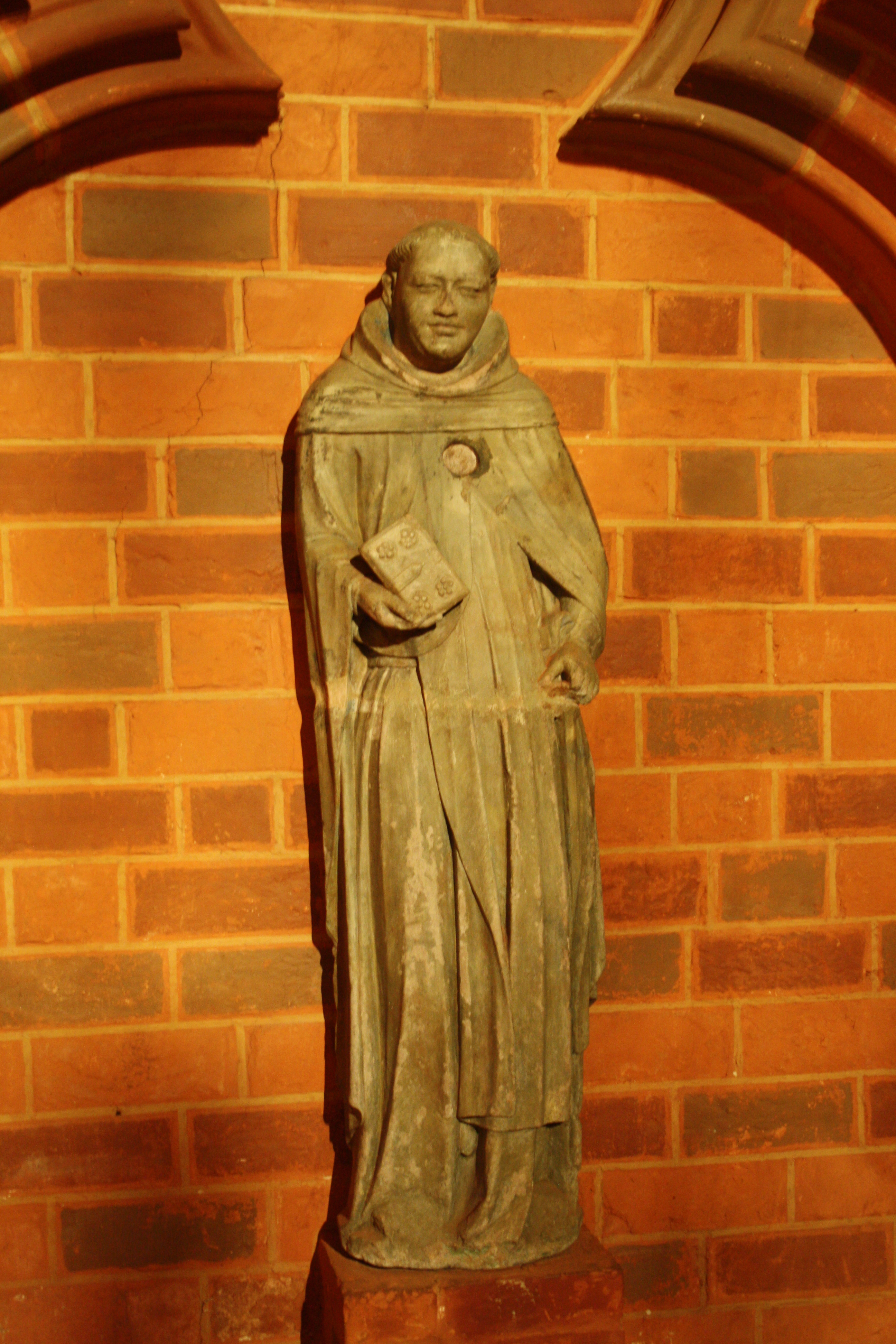
Wichmann von Arnstein, Sandsteinfigur in der Klosterkirche Sankt Trinitatis in Neuruppin.

Wichmann von Arnstein (* um 1185 in Sachsen; † 2. November 1270 in Neuruppin, Herrschaft Ruppin) war ein Mystiker und zusammen mit seinem Bruder Gebhard von Arnstein Gründer des Dominikanerklosters in Neuruppin.

## Leben und Wirken
Wichmann wurde als jüngster von vier Söhnen Walthers III. aus dem hochadeligen Hause der thüringischen Grafen von Arnstein geboren. Von seinem Bruder Gebhard stammt die Linie Lindow-Ruppin; ein anderer Bruder erbte Besitzungen im Vorland des Harzes. Im Jahre 1194 gab man den noch sehr jungen Wichmann in das Magdeburger Prämonstratenserstift, wo er 1207 Kanoniker und 1210 Propst wurde.
1220 wählte ihn nach dem Tode von Bischof Siegfried II. das Leitzkauer Kapitel, welches auf dem ihm aberkannten Wahlrecht beharrte, zum Bischof von Brandenburg; er wurde jedoch vom Papst genauso wenig bestätigt wie der vom Brandenburger Konvent aufgestellte Ludolf von Schwanebeck. Stattdessen wurde 1222 Gernand von Brandenburg zum Bischof von Brandenburg ernannt. 1225 wurden Wichmann von Papst Honorius III. die bischöflichen Insignien verliehen, ohne dass er jedoch einen Bischofssitz erhielt.
Nachdem ihn Erzbischof Albrecht I. 1224 nach Paris gesandt hatte, um die Dominikaner nach Magdeburg zu holen, resignierte er zwischen 1228 und 1229 die Propstdignität und trat zwischen 1230 und 1233 selbst dem Dominikanerorden bei; er gehörte den Konventen von Magdeburg sowie Freiberg an. Strittig ist, ob er nach 1236 Prior in Erfurt und frühestens 1243 in Eisenach war. Nachdem er 1246 zusammen mit seinem Bruder Gebhard in Neuruppin das erste Dominikanerkloster zwischen Elbe und Oder gegründet hatte, war er bis zu seinem Tode 1270 dessen erster Prior. Zugleich förderte er nach Kräften den Ausbau der Stadt sowie der Herrschaft Ruppin. Mit seinem immensen Wissen, u. a. auch in der Kräuterheilkunde, stand er den Bürgern der Stadt mit Rat und Tat bei.
Wichmann wird im Gotteslob „als Heiliger mit einer Lebens- und Wirkungsbeschreibung verzeichnet“, er wird aber „in den entscheidenden römischen Heiligenlisten sowie bei den Dominikanern, zu deren Orden er gehört habe, nicht als Heiliger aufgeführt.“

## Mystische Spiritualität
Geistesgeschichtlich bedeutend ist Wichmann im Bereich der Deutschen Mystik. Offensichtlich hat die Begegnung mit der Armutsbewegung des 13. Jahrhunderts seinem Leben die entscheidende Wendung gegeben, indem er vom kirchlichen Karrierestreben Abschied nahm und sich der neuen, mystischen Spiritualität zuwandte. Die von ihm überlieferten sogenannten „Traktate“ zeigen den Einfluss der Liebesmystik Bernhards von Clairvaux. Er stand Mechthild von Magdeburg nahe, die gegen 1230 nach Magdeburg kam; vermutlich war er auch ihr Beichtvater. Die kurz nach seinem Tod verfasste „Legende“, ein biographisch-legendarischer Mischtext mit kommentierenden Abschnitten, lässt auf einige seiner Gedanken rückschließen.

## Legenden
Der über seinen Tod hinausreichende Eindruck seiner Persönlichkeit wird in verschiedenen Mirakelerzählungen deutlich, in denen volkstümliches Sagengut auf seine Person bezogen wird.

### Gang über den Ruppiner See
Diese Legende beschreibt Adalbert Kuhn:

„Der Mitbegründer und erster Prior des Dominikaner-Mönchsklosters zu Neu-Ruppin, Wichmann von Arnstein, führte ein gar frommes und gottseliges Leben und erhielt daher zuletzt durch dasselbe die Kraft große Wunderwerke auszuführen. So befand er sich eines Tages in seinem hohen Alter zur Besorgung von Geschäften seines Convents jenseits des Ruppiner See’s, und war durch die Anstrengung des Weges, den er zurückgelegt hatte, sehr hungrig geworden, zumal da es ihm überhaupt sehr schwer erträglich war, über die gewohnte Zeit des Essens hinaus nüchtern zu bleiben. Während er nun auf entgegengesetzter Seite des Sees die Klosterglocke bereits das Zeichen zum Mittagsmahle geben hört, fühlt er sich vor Hunger und Durst schon zu entkräftet, um den langen Umweg um den See noch zurücklegen zu können. In dieser Verlegenheit stärkte er sich mit dem Zeichen des Kreuzes, rief seinem Begleiter zu: »Mein Sohn, folge mir muthig!« und ging gradezu über den See, und siehe! Gott schickte es, daß das Wasser fest und gangbar wurde und er glücklich und wohlbehalten im Kloster ankam, und die Brüder in den Speisesaal führte, während sein Begleiter, den sichrern Landweg vorziehend, erst eine gute Stunde nach ihm eintraf.“

### Der Wels
Einer weiteren Legende nach soll ein Wels auf seinen Befehl hin freiwillig aus dem See in die Pfanne des Klosterkochs gesprungen sein, als die Vorräte der Klosterküche nicht reichten. August Kopisch beschreibt dies in seinem Gedicht:
Des Prior Wichmann von Arnstein Wundertat
Im Kloster Herr zu Neu-Ruppin

Sind heute so viel Gäste,

Die Speise fürcht ich reicht nicht hin

Bei diesem großen Feste;

Darum, Herr Prior, saget an,

Wie Pater Koch sich helfen kann,

Ich weiß ihm nicht zu raten. –

Da spricht der Prior: »Geh nur so

Zur See ohn Netz und Hamen,

Und ruf hinunter frisch und froh

Und laut in meinem Namen,

Es komm heraus ein großer Fisch

Zu sättigen die Gäst am Tisch,

Da wird schon einer kommen.«

Der Pater ging hinab und schrie,

Was ihm der Abt befohlen:

Da sieht er ganz verwundert wie

Die Fisch im See rajolen;

Es wälzet sich ein Wels zum Rand,

So groß er keinen noch gekannt,

Der bittet ihn zu nehmen.
Es merkt der Fisch, er werd zu schwer,

Da steht er wie zum Tanze,

Und hüpft gefällig neben her

Zur Küch auf seinem Schwanze;

Dort legt er sich aufs Küchenbrett:

Nun schlachtet mich, ich bin recht fett,

Ich will mich dann schon braten.

Nun aber – wer gedenket dies,

Wer kann darauf geraten –

Der Fisch dreht selber sich am Spieß,

Bis er sich gar gebraten;

Springt dann vom Spieße wie geschnellt

Zur großen Schüssel und zerspellt

In so viel Stück als Gäste.

Die Gäste die schnablieren ihn

Und all sind guter Dinge;

Es dünkt die Speis in ihrem Sinn

Sie köstlich, nicht geringe.

Sie essen: jeder hat genug,

Und jeder wird davon so klug,

Wie er noch nie gewesen.
Auch Adalbert Kuhn beschreibt diese Legende:

„Ein andres Mal kehrten mehrere Klosterbrüder aus entfernten Orten im Kloster zu Neu-Ruppin ein, und ihre Zahl war so groß, daß es an Speise gebrach. Da klagte der Bruder Nicolaus, welcher die Küche besorgte, dem Prior seine Noth, und dieser gebot ihm, zum See hinabzugehn und dort den Fischen in seinem Namen zu gebieten, daß einer von ihnen herauskäme und den Brüdern zur Sättigung diente. Bruder Nikolaus that, wie ihm geheißen war, und siehe! alsobald kam ein großer Wels ans Ufer geschwommen, der ließ sich von dem Mönch greifen, und diente nun der hungrigen Menge zur reichlichen Speise. – Ein Bild mit der Unterschrift: »Frater Nicolaus de Ruppino« welches diesen, einen großen Wels in der Hand haltend, darstellte, hing noch am Anfang des vorigen Jahrhunderts im Speisesaal des Dominikanerklosters zu Kölln am Rhein.“

### Wichmann-Linde

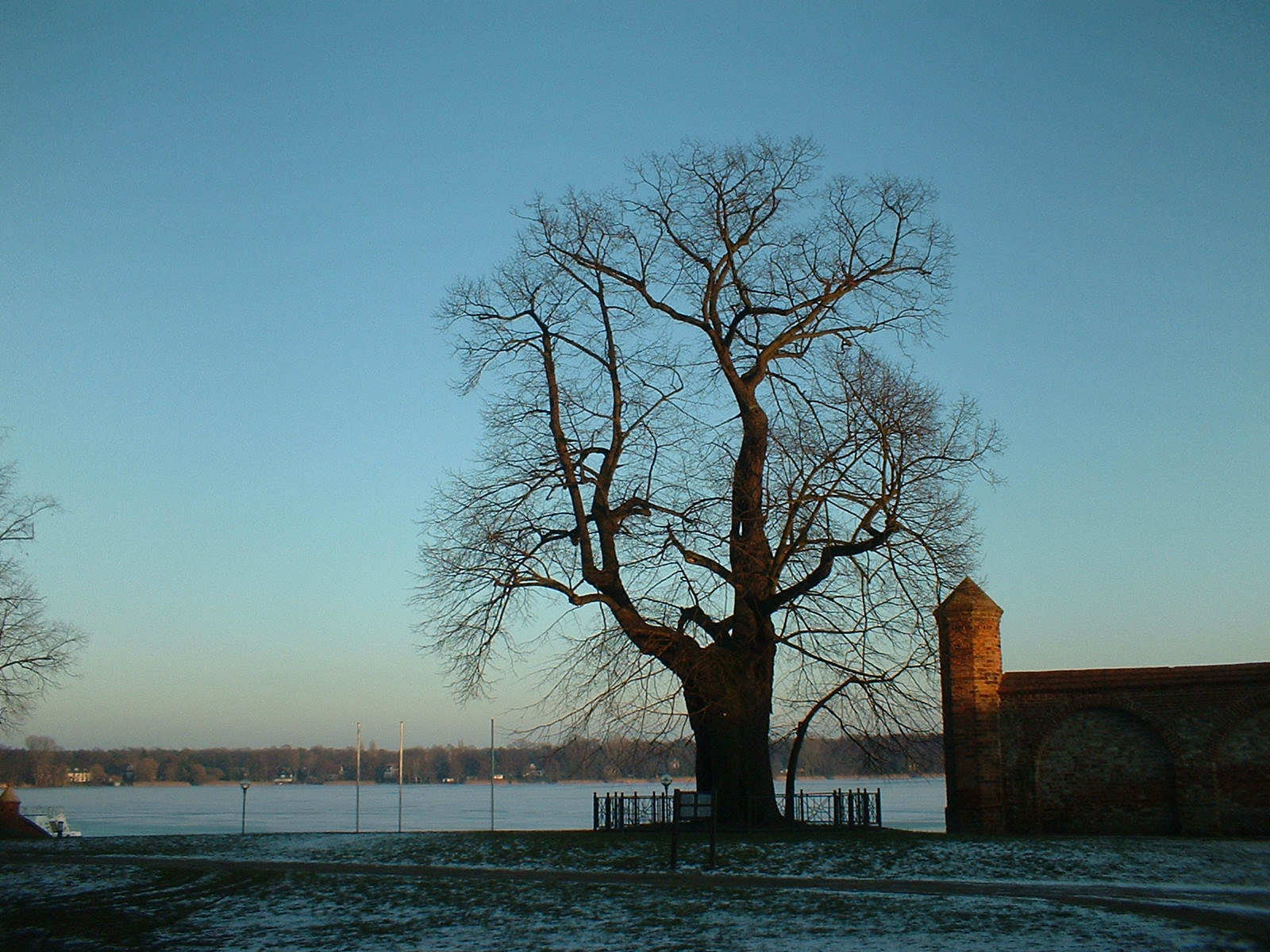
Wichmannlinde

Vor seinem Tode 1270 soll Pater Wichmann bestimmt haben, dass er in einen gläsernen Sarg gebettet und dieser noch in einen silbernen gesetzt werden sollte. Ferner sollte, dem alten germanischen Brauch nach, eine Linde auf sein Grab gepflanzt werden und wenn die Linde vergangen sei, könne man sein Grab öffnen, aber nicht eher. Die Winter-Linde steht nahe einem Abhang an der Stadtmauer, südöstlich des Chores der Neuruppiner Klosterkirche. Der über 700 Jahre alte Baum, mittlerweile hohl geworden, nachdem er von einem Blitz getroffen worden war, steht immer noch jedes Jahr in voller Blüte.

### Wichmann-Kutsche
Auch nach seinem Tode soll er noch einige Male als Geist in einer von weißen, kopflosen Pferden gezogenen Kutsche gesehen worden sein. Auch jede Silvesternacht soll er darin angefahren kommen, um sich zu vergewissern, dass seine Anweisungen bezüglich der Linde auch befolgt werden.

## Literatur

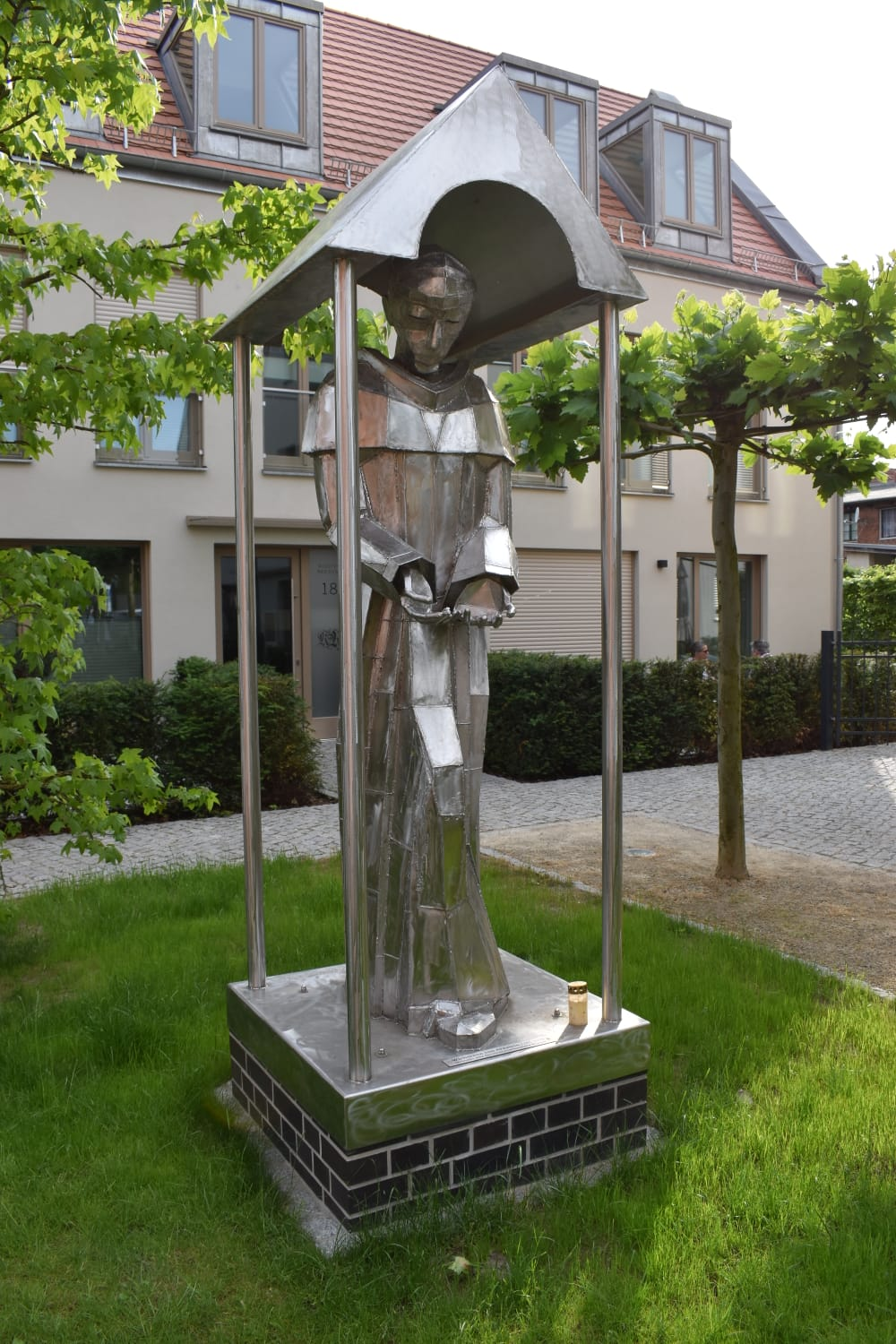
Skulptur Wichmann von Arnstein 2019 – von Matthias Zágon Hohl-Stein

### Sekundärliteratur
- Thomas Berger: Wichmann von Arnstein. In: Biographisch-Bibliographisches Kirchenlexikon (BBKL). Band 13, Bautz, Herzberg 1998, ISBN 3-88309-072-7, Sp. 1042–1043 (Artikel/Artikelanfang im Internet-Archive).
- Kurt Ruh: Wichmann von Arnstein. In: Ders: Geschichte der abendländischen Mystik II. Beck, München 1993, ISBN 3-406-34499-2, S. 292–295 (eingeschränkte Vorschau in der Google-Buchsuche).
- Kurt Ruh: Wichmann von Arnstein. In: Verfasserlexikon. 2. Auflage. Bd. 10. de Gruyter, Berlin 1999, ISBN 3-11-015606-7, Sp. 982–985.
- Gustav Abb, Gottfried Wentz: Germania Sacra. Historisch-statistische Beschreibung der Kirche des Alten Reiches. Erster Teil: Das Bistum Brandenburg. Berlin 1929. (Nachdruck: De Gruyter, Berlin 1963)
- Erwin Gatz (Hrsg.): Die Bischöfe des heiligen römischen Reichs (1198–1448). Duncker & Humblot, Berlin 2001, ISBN 3-428-10303-3.